# The Beautiful Dark of Life
The Beautiful Dark of Life è il nono album in studio del gruppo musiale statunitense Atreyu, pubblicato nel 2023.

## Tracce
1. Drowning – 2:45
2. Insomnia – 3:37
3. Capital F – 2:34
4. God/Devil – 3:00
5. Watch Me Burn – 3:35
6. Good Enough – 3:17
7. Dancing with My Demons – 3:14
8. Gone – 3:44
9. I Don't Wanna Die – 3:39
10. Immortal – 3:10
11. (i) – 3:05
12. Death or Glory (featuring Sierra Deaton) – 4:14
13. Forevermore – 2:57
14. Come Down – 4:00
15. The Beautiful Dark of Life – 3:09

## Formazione
- Brandon Saller – voce, tastiera, piano, programmazioni, chitarra
- Dan Jacobs – chitarra
- Travis Miguel – chitarra
- Marc "Porter" McKnight – basso, voce
- Kyle Rosa – batteria
- Sierra Deaton – voce (traccia 12)